# Équipe cycliste Tinkoff Credit Systems
Tinkoff Credit Systems est une équipe cycliste née en 2007 de la fusion de l'équipe continentale russe Tinkoff Restaurants et de l'encadrement de l'ancienne équipe continentale professionnelle LPR. Dès sa formation, elle obtient une licence d'équipe continentale professionnelle. Le patron de l'équipe est Oleg Tinkov, un homme d´affaires russe, dont une entreprise a donné son nom à l'équipe.

## Histoire

### 2006
L'équipe Tinkoff Restaurants est créée en 2006 sous licence russe. Elle fait partie des équipes continentales en 2006.

### 2007
L'équipe fusionne avec l'encadrement de l'ancienne équipe continentale professionnelle LPR. Dès sa formation, elle intègre le groupe des équipes continentales professionnelles sous licence italienne avec le nom de Tinkoff Credit Systems. Le patron de l´équipe est Oleg Tinkov, un homme d´affaires russe, qui a donné son nom à l´équipe.

### 2008
L'équipe court de nouveau sous licence russe.

### Disparition de l'équipe
En mai 2008, Oleg Tinkoff transfère l'équipe à Igor Makarov, dans le but d'en faire en 2009 une équipe labellisée ProTour, baptisée Katusha. Tinkoff conserve un titre de président de l'équipe. En juillet, Makarov nomme Andreï Tchmil a un poste de directeur général. Affirmant ne pas s'entendre avec Tchmil, Tinkoff quitte le projet en fin d'année.

## Coureurs de l'équipe

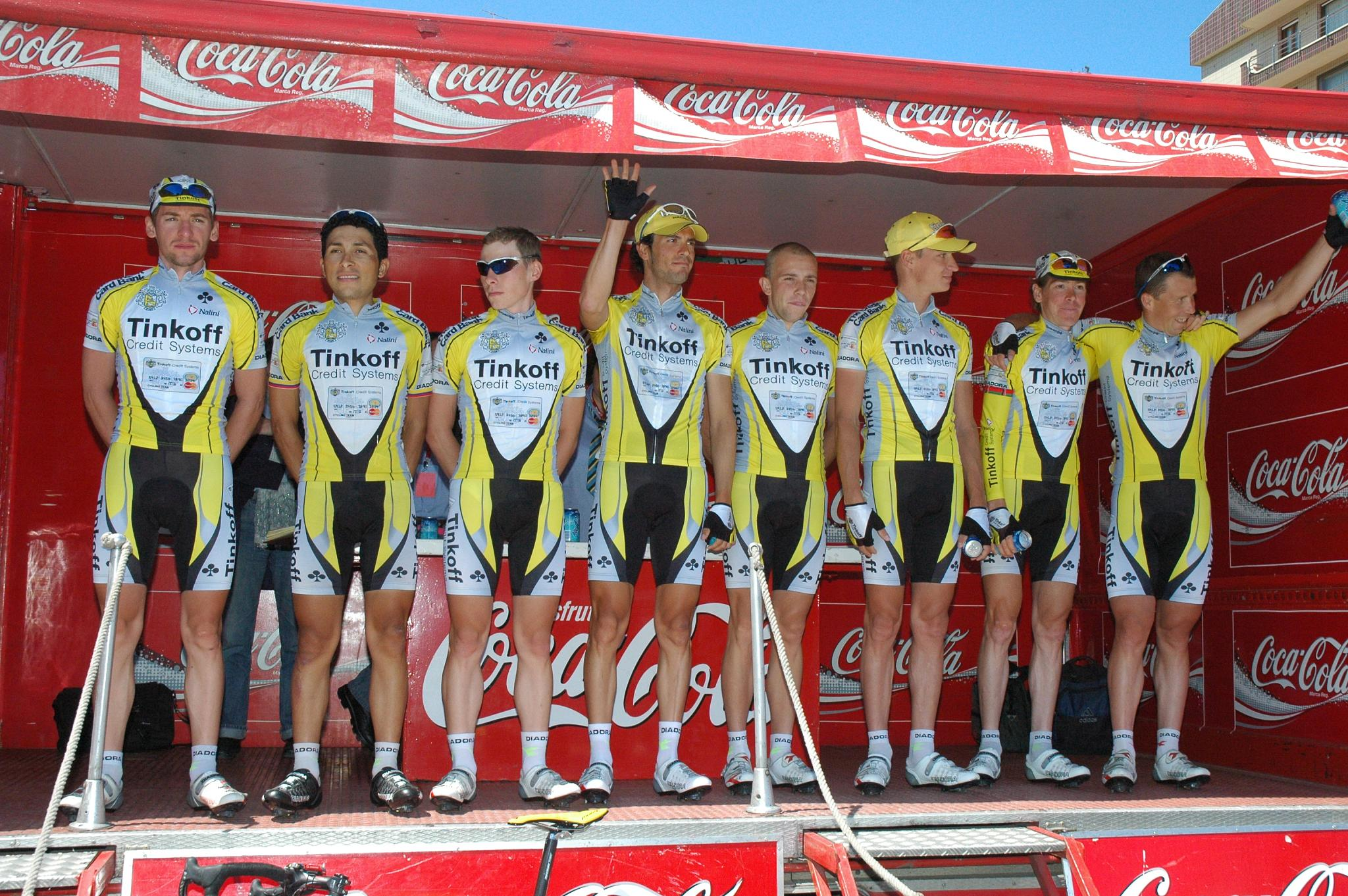
L'équipe Tinkoff Credit Systems lors de la Bicyclette basque 2008.

2006
| Cycliste            | Date de naissance | Nationalité | Équipe 2005 |
| ------------------- | ----------------- | ----------- | ----------- |
| Pavel Brutt         | 29.01.1982        | Russie      | Lokomotiv   |
| Mikhail Ignatiev    | 07.05.1985        | Russie      | Lokomotiv   |
| Sergueï Klimov      | 07.07.1980        | Russie      | Lokomotiv   |
| Anton Mindlin       | 09.07.1985        | Russie      | Lokomotiv   |
| Alexander Serov     | 12.11.1982        | Russie      | Lokomotiv   |
| Nikolay Trusov      | 01.07.1985        | Russie      | Lokomotiv   |
| Ivan Rovny          | 30.09.1987        | Russie      |             |
| Ilya Chernetsky     | 17.01.1984        | Russie      |             |
| Egor Kasakov        | 21.01.1987        | Russie      |             |
| Ilya Krestaninov    | 29.07.1984        | Russie      |             |
| Vladimir Shchekunov | 08.01.1987        | Russie      |             |
| Oleg Tinkoff        | 25.12.1967        | Russie      |             |

2007
| Cycliste           | Date de naissance | Nationalité | Équipe 2006         |
| ------------------ | ----------------- | ----------- | ------------------- |
| Elio Aggiano       | 15.03.1972        | Italie      | LPR                 |
| Pavel Brutt        | 29.01.1982        | Russie      | Tinkoff Restaurants |
| Ilya Chernetsky    | 17.01.1984        | Russie      | Tinkoff Restaurants |
| Salvatore Commesso | 28.03.1975        | Italie      | Lampre-Fondital     |
| Daniele Contrini   | 15.08.1974        | Italie      | LPR                 |
| Tyler Hamilton     | 01.03.1971        | États-Unis  | suspendu            |
| Danilo Hondo       | 04.01.1974        | Allemagne   | Lamonta             |
| Mikhail Ignatiev   | 07.05.1985        | Russie      | Tinkoff Restaurants |
| Jörg Jaksche       | 23.07.1976        | Allemagne   | Astana-Würth        |
| Vasil Kiryienka    | 28.06.1981        | Biélorussie | Rietumu Bank-Riga   |
| Sergueï Klimov     | 07.07.1980        | Russie      | Tinkoff Restaurants |
| Ruggero Marzoli    | 02.04.1976        | Italie      | Lampre-Fondital     |
| Anton Mindlin      | 09.07.1985        | Russie      | Tinkoff Restaurants |
| Evgueni Petrov     | 25.05.1978        | Russie      | Lampre-Fondital     |
| Ivan Rovny         | 30.09.1987        | Russie      | Tinkoff Restaurants |
| Alexander Serov    | 12.11.1982        | Russie      | Tinkoff Restaurants |
| Ricardo Serrano    | 04.08.1978        | Espagne     | Kaiku               |
| Nikolay Trusov     | 01.07.1985        | Russie      | Tinkoff Restaurants |
| Steffen Weigold    | 09.04.1979        | Allemagne   | Lamonta             |

2008
| Cycliste             | Date de naissance | Nationalité | Équipe 2007                               |
| -------------------- | ----------------- | ----------- | ----------------------------------------- |
| Pavel Brutt          | 29.01.1982        | Russie      | Tinkoff Credit Systems                    |
| Ilya Chernetsky      | 17.01.1984        | Russie      | Tinkoff Credit Systems                    |
| Daniele Contrini     | 15.08.1974        | Italie      | Tinkoff Credit Systems                    |
| Nikita Eskov         | 23.01.1983        | Russie      | Ex-professionnel (Lokomotiv 2005)         |
| Alexander Gottfried  | 05.07.1985        | Allemagne   | Sparkasse Bochum                          |
| Mikhail Ignatiev     | 07.05.1985        | Russie      | Tinkoff Credit Systems                    |
| Alexander Khatuntsev | 02.11.1985        | Russie      | Unibet.com                                |
| Vasil Kiryienka      | 28.06.1981        | Biélorussie | Tinkoff Credit Systems                    |
| Sergueï Klimov       | 07.07.1980        | Russie      | Tinkoff Credit Systems                    |
| Alberto Loddo        | 05.01.1979        | Italie      | Serramenti PVC Diquigiovanni-Selle Italia |
| Luca Mazzanti        | 04.02.1974        | Italie      | Ceramica Panaria-Navigare                 |
| Walter Pedraza       | 27.11.1981        | Colombie    | Serramenti PVC Diquigiovanni-Selle Italia |
| Evgueni Petrov       | 25.05.1978        | Russie      | Tinkoff Credit Systems                    |
| Bernardo Riccio      | 21.06.1985        | Italie      | Néo-professionnel                         |
| Ivan Rovny           | 30.09.1987        | Russie      | Tinkoff Credit Systems                    |
| Alexander Serov      | 12.11.1982        | Russie      | Tinkoff Credit Systems                    |
| Ricardo Serrano      | 04.08.1978        | Espagne     | Tinkoff Credit Systems                    |
| Yauhen Sobal         | 07.04.1981        | Biélorussie | Cinelli-Endeka-OPD                        |
| Nikolay Trusov       | 01.07.1985        | Russie      | Tinkoff Credit Systems                    |

### Bilan sur les grands tours
- Tour de France
  - 0 participation
  - 0 victoire d'étape

- Tour d'Italie
  - 2 participations (2007, 2008)
  - 2 victoires d'étapes :
    - 2 en 2008 : Pavel Brutt, Vasil Kiryienka

- Tour d'Espagne
  - 1 participation (2008)
  - 0 victoire d'étape

## Victoires
| Date       | Course                                    | Pays        | Classe | Vainqueur              |
| ---------- | ----------------------------------------- | ----------- | ------ | ---------------------- |
| 10/02/2007 | 9e étape du Tour de Langkawi              | Malaisie    | 2.HC   | Pavel Brutt            |
| 15/02/2007 | 3e étape du Tour méditerranéen            | France      | 2.1    | Mikhail Ignatiev       |
| 20/02/2007 | Trofeo Laigueglia                         | Italie      | 1.1    | Mikhail Ignatiev       |
| 03/03/2007 | Grand Prix de Chiasso                     | Italie      | 1.1    | Pavel Brutt            |
| 16/04/2007 | 1re étape du Tour de Géorgie              | États-Unis  | 2.HC   | Daniele Contrini       |
| 25/05/2007 | 3e étape du Circuit de Lorraine           | France      | 2.1    | Ruggero Marzoli        |
| 27/05/2007 | 5e étape du Circuit de Lorraine           | France      | 2.1    | Jörg Jaksche           |
| 27/05/2007 | Classement général du Circuit de Lorraine | France      | 2.1    | Jörg Jaksche           |
| 19/06/2007 | Prologue du Ster Elektrotoer              | Pays-Bas    | 2.1    | Mikhail Ignatiev       |
| 22/06/2007 | 3e étape du Ster Elektrotoer              | Pays-Bas    | 2.1    | Vasil Kiryienka        |
| 14/08/2007 | 1re étape du Tour de Burgos               | Espagne     | 1.1    | Mikhail Ignatiev       |
| 18/08/2007 | 5e étape du Tour de Burgos                | Espagne     | 2.HC   | Vasil Kiryienka        |
| 25/08/2007 | 4e étape du Rothaus Regio-Tour            | Allemagne   | 2.HC   | Mikhail Ignatiev       |
| 11/09/2007 | 2e étape du Tour de Grande-Bretagne       | Royaume-Uni | 2.1    | Nikolay Trusov         |
| 14/09/2007 | 5e étape du Tour de Grande-Bretagne       | Royaume-Uni | 2.1    | Alexander Serov        |
| 30/01/2008 | 4e étape du Tour du Qatar                 | Qatar       | 2.1    | Alberto Loddo          |
| 13/02/2008 | 5e étape du Tour de Langkawi              | Malaisie    | 2.HC   | Alberto Loddo          |
| 01/04/2008 | 1re étape de la Semaine cycliste lombarde | Italie      | 2.1    | Tinkoff Credit Systems |
| 11/05/2008 | 3e étape de la Clásica de Alcobendas      | Espagne     | 2.1    | Bernardo Riccio        |
| 14/05/2008 | 5e étape du Tour d'Italie                 | Italie      |        | Pavel Brutt            |
| 30/05/2008 | 19e étape du Tour d'Italie                | Italie      |        | Vasil Kiryienka        |

## Classements UCI
De 2006 à 2008, l'équipe Tinkoff Credit Systems ne fait pas partie des vingt équipes participant au ProTour et est classée à l'UCI Europe Tour.
| Saison | Classement par équipes | Meilleur coureur au classement individuel |
| ------ | ---------------------- | ----------------------------------------- |
| 2007   | 6e                     | Mikhail Ignatiev (11e)                    |
| 2008   | 31e                    | Vasil Kiryienka (92e)                     |